# Lista software-urilor de analiză filogenetică
Această listă de software-uri de analiză filogenetică este o compilație de software-uri de filogenetică computațională utilizată pentru a produce arbori filogenetici . Astfel de instrumente sunt utilizate în mod obișnuit în genomica comparativă, cladistică și bioinformatică . Metodele de estimare a filogeniilor includ metode de îmbinare a vecinilor, parcimonie maximă (denumită și simplu parcimonie), UPGMA, inferență filogenetică bayesiană, probabilitate maximă și metode matrice de distanță.

### Listă
| Name             | Description | Methods | Author                                                                               |
| ---------------- | --- | --- | ------------------------------------------------------------------------------------ |
| ADMIXTOOLS       | Pachet din R care conține programele qpGraph, qpAdm, qpWave și qpDstat                                                            | | Nick Patterson and David Reich                                                       |
| AncesTree        | Un algoritm pentru reconstrucția arborelui clonal din date de secvențiere a cancerului cu mai multe eșantioane.                   | Maximum Likelihood, Integer Linear Programming (ILP) | M. El-Kebir, L. Oesper, H. Acheson-Field, and B. J. Raphael                          |
| AliGROOVE        | Vizualizarea divergenței secvențelor eterogene în cadrul aliniilor de secvențe multiple și detectarea suportului ramificat umflat | Identificarea taxonilor unici care prezintă asemănare de secvență predominant randomizată în comparație cu alți taxoni într-o aliniere a secvenței multiple și evaluarea fiabilității suportului nodului într-o topologie dată | Patrick Kück, Sandra A Meid, Christian Groß, Bernhard Misof, Johann Wolfgang Wägele. |
| ape              | Pachet din R-Project pentru analiza filogeneticii și evoluției                                                                    | Oferă o mare varietate de funcții filogenetice | Maintainer: Emmanuel Paradis                                                         |
| BayesPhylogenies | Inferența bayesiană a copacilor folosind metodele Monte Carlo ale lanțului Markov                                                 | Inferență bayesiană, modele multiple, model mixt (auto-partiționare) | M. Pagel, A. Meade                                                                   |
| BayesTraits      | Analizează evoluția trăsăturilor între grupurile de specii pentru care este disponibilă o filogenie sau o probă de filogenie      | Analiza trăsăturilor | M. Pagel, A. Meade                                                                   |
| BEAST            | Arbori de eșantionare de analiză evolutivă bayesiană                                                                              | Inferență bayesiană, ceas molecular relaxat, istorie demografică | A. J. Drummond, M. A. Suchard, D Xie & A. Rambaut                                    |
| Geneious         | Geneious oferă instrumente de cercetare a genomului și proteomului                                                                | Neighbor-joining, UPGMA, MrBayes plugin, PHYML plugin, RAxML plugin, FastTree plugin, GARLi plugin, PAUP* Plugin | A. J. Drummond, M.Suchard, V.Lefort et al.                                           |
| MEGA             | Analiza genetică evolutivă moleculară                                                                                             | Distanță, parcimonie și metode de probabilitate maximă compusă | Tamura K, Dudley J, Nei M & Kumar S                                                  |
| MrBayes          | Estimarea probabilității posterioară                                                                                              | Inferență bayesiană | J. Huelsenbeck, et al.                                                               |
| phangorn         | Un pachet din R; Analiză filogenetică                                                                                             | ML, MP, matrice de distanțe, bootstrap, rețele filogenetice, bootstrap, selecție model, SH-test, SHOW-test | Maintainer: K. Schliep                                                               |
| Phybase          | un pachet R pentru analiza arborilor filogenetici                                                                                 | funcții filogenetice, STAR, NJst, STEAC, maxtree etc | L. Liu & L. Yu                                                                       |